# Mark Mancina
Mark Allan Mancina, född 9 mars 1957 i Santa Monica i Kalifornien, är en amerikansk filmkompositör. Han har varit delaktig i arbetet med över sextio filmer och TV-serier, som bland annat inkluderar Speed, Bad Boys, Twister, Tarzan, Training Day, Björnbröder, Criminal Minds, Blood+, Flygplan och Vaiana.
Mark Mancina har gjort ett flertal samarbeten tillsammans med Walt Disney Company, och har vunnit två stycken Grammy Awards, samt varit nominerad till en Annie Award, för sitt arbete i filmen Björnbröder. Han har också varit nominerad till en Tony Award för bästa originalmusik, detta för sin insats i Disney Theatrical Productions anpassade version av Lejonkungen. Han är bosatt i staden Carmel (Carmel-by-the-Sea), beläget på centralkusten i Kalifornien, tillsammans med sin hustru och deras dotter.

## Filmografi (i urval)

### Filmer
- 1989 – Future Force
- 1990 – Days of Thunder
- 1991 – Den felande länken
- 1993 – Sniper
- 1993 – Lifepod (TV-film)
- 1993 – True Romance
- 1994 – Jakten på Dodger
- 1994 – Lejonkungen
- 1994 – Speed
- 1995 – En karl för mycket
- 1995 – Bad Boys
- 1995 – Dödligt möte
- 1995 – Fair Game
- 1995 – Money Train
- 1996 – Twister
- 1996 – Moll Flanders
- 1997 – Con Air
- 1997 – Speed 2: Cruise Control
- 1998 – Från himmel till helvete
- 1998 – Houdini – en flört med döden (TV-film)
- 1999 – Tarzan
- 2000 – Auggie Rose
- 2000 – Lockbete
- 2001 – Training Day
- 2001 – Domestic Disturbance
- 2003 – Björnbröder
- 2003 – Spökhuset
- 2004 – Reckoning – Domens dag
- 2005 – Asylum
- 2005 – Tarzan II
- 2007 – Shooter
- 2007 – August Rush
- 2009 – Imagine That
- 2013 – Penthouse North
- 2013 – Flygplan
- 2014 – Flygplan 2: Räddningstjänsten
- 2016 – Vaiana
- 2020 – Bad Boys for Life
- 2021 – Cry Macho
- 2022 – Havsmonstret
- 2024 – Juror No. 2
- 2024 – Vaiana 2

### TV-serier
- 1993–1994 – Space Rangers (TV-serie)
- 1997 – Poltergeist (TV-serie)
- 1997–1998 – På hemligt uppdrag (TV-serie)
- 1998 – Från jorden till månen (TV-serie)
- 2005–2006 – Blood+ (TV-serie)
- 2005–2006 – Criminal Minds (TV-serie)